# IWGP Junior Heavyweight Tag Team Championship
L'IWGP Junior Heavyweight Tag Team Championship è il titolo di tag team utilizzato nella federazione New Japan Pro-Wrestling. Il titolo è riservato solo ai lottatori il cui peso non supera i 100 kg. Dal 14 ottobre 2024 il titolo è detenuto da Kushida e Kevin Knight.

## Storia
Annunciato dalla New Japan Pro-Wrestling l'8 agosto 1998, il titolo non è l'unico riconoscimento di coppia della federazione, bensì è il terzo dopo l'IWGP Tag Team Championship e il NEVER Openweight 6-Man Tag Team Championship. Il titolo è valido solo per coppie di lottatori il cui peso (di ognuno dei due) non superi i 100 kg. I primi campioni furono Shinjiro Otani e Tatsuhito Takaiwa, i quali sconfissero Dr. Wagner Jr. e Koji Kanemoto nella finale di un torneo per l'assegnazione del titolo svoltasi l'8 agosto 1998 durante l'evento Rising the Next Generations in Osaka Dome avvenuto ad Osaka, in Giappone.
Il titolo è cambiato di possessore in molti eventi della NJPW, ma i Motor City Machine Guns (Alex Shelley e Chris Sabin), tag team della Total Nonstop Action Wrestling, sconfissero i No Limit (Tetsuya Naito e Yujiro) il 4 gennaio 2009 a Wrestle Kingdom III. Il loro regno terminò il 5 luglio 2009 per mano degli Apollo 55 (Prince Devitt e Ryusuke Taguchi). Dopo questo avvenimento, il titolo venne difeso in qualche altro show della TNA.

## Albo d'oro
Statistiche aggiornate al 19 agosto 2025.
| #  | Team                                                  | Regni | Data              | Giorni | Difese | Località   | Evento                                                                   | Note | Fonti |
| -- | ----------------------------------------------------- | ----- | ----------------- | ------ | ------ | ---------- | ------------------------------------------------------------------------ | --- | ----- |
| 1  | Shinjirō Otani e Tatsuhito Takaiwa                    | 1     | 8 agosto 1998     | 149    | 2      | Osaka      | Rising the Next Generations in Osaka Dome                                | Otani e Takaiwa sconfissero Dr. Wagner Jr. e Koji Kanemoto nella finale del torneo per l'assegnazione dei titoli.       |       |
| 2  | Dr. Wagner Jr. e Kendo Kashin                         | 1     | 4 gennaio 1999    | 96     | 2      | Tokyo      | Wrestling World                                                          | |       |
| 3  | The Great Sasuke e Jushin Thunder Liger               | 1     | 10 aprile 1999    | 94     | 0      | Tokyo      | Strong Style Symphony                                                    | |       |
| 4  | Shinjirō Otani e Tatsuhito Takaiwa                    | 2     | 13 luglio 1999    | 348    | 4      | Morioka    | Summer Struggler 1999                                                    | |       |
| 5  | Koji Kanemoto e Minoru Tanaka                         | 1     | 25 giugno 2000    | 254    | 3      | Tokyo      | Summer Struggle 2000                                                     | |       |
| 6  | El Samurai e Jushin Thunder Liger                     | 1     | 6 marzo 2001      | 136    | 1      | Tokyo      | Hyper Battle 2001                                                        | |       |
| 7  | Gedo e Jado                                           | 1     | 20 luglio 2001    | 286    | 6      | Sapporo    | Dome Quake                                                               | |       |
| 8  | Jushin Thunder Liger e Minoru Tanaka                  | 1     | 2 maggio 2002     | 119    | 1      | Tokyo      | Toukon Memorial Day                                                      | |       |
| 9  | Tsuyoshi Kikuchi e Yoshinobu Kanemaru                 | 1     | 29 agosto 2002    | 150    | 4      | Tokyo      | Cross Road                                                               | |       |
| 10 | Jushin Thunder Liger e Koji Kanemoto                  | 1     | 26 gennaio 2003   | 282    | 6      | Kōbe       | The First Navigation 2003                                                | |       |
| —  | Vacante                                               | —     | 4 novembre 2003   | —      | —      | —          | —                                                                        | Reso vacante a seguito di un infortunio di Kanemoto.                                                                    |       |
| 11 | Gedo e Jado                                           | 2     | 29 novembre 2003  | 104    | 2      | Miyagi     | Battle Final 2003                                                        | Gedo e Jado sconfissero Hirooki Goto e Ryusuke Taguchi in un match per la riassegnazione dei titoli.                    |       |
| 12 | American Dragon e Curry Man                           | 1     | 12 marzo 2004     | 85     | 1      | Tokyo      | Hyper Battle 2004                                                        | |       |
| 13 | Gedo e Jado                                           | 3     | 5 giugno 2004     | 272    | 5      | Osaka      | Best of the Super Jr. XI                                                 | |       |
| 14 | Koji Kanemoto e Wataru Inōe                           | 1     | 4 marzo 2005      | 71     | 2      | Tokyo      | Big Fight Series 2005                                                    | |       |
| 15 | Hirooki Goto e Minoru                                 | 1     | 14 maggio 2005    | 281    | 2      | Tokyo      | Nexess VI                                                                | Minoru era precedentemente noto come Minoru Tanaka.                                                                     |       |
| 16 | El Samurai e Ryusuke Taguchi                          | 1     | 19 febbraio 2006  | 139    | 2      | Tokyo      | Circuit2006 Acceleration                                                 | |       |
| 17 | Gedo e Jado                                           | 4     | 8 luglio 2006     | 298    | 2      | Shizuoka   | Circuit2006 Turbulence                                                   | |       |
| 18 | Dick Togo e Taka Michinoku                            | 1     | 2 maggio 2007     | 270    | 3      | Tokyo      | New Japan Pro Wrestling 35th Anniversary Tour Brave New World: Hall2Days | |       |
| 19 | Prince Prince (4) e Prince Devitt                     | 1     | 27 gennaio 2008   | 21     | 0      | Tokyo      | Circuit2008 New Japan Ism                                                | |       |
| 20 | Akira e Jushin Thunder Liger                          | 1     | 17 febbraio 2008  | 155    | 1      | Tokyo      | Circuit2008 New Japan Ism                                                | |       |
| 21 | Minoru e Prince Devitt                                | 2     | 21 luglio 2008    | 84     | 1      | Sapporo    | Circuit2008 New Japan Soul: Novello Sparks                               | |       |
| 22 | Tetsuya Naito e Yujiro                                | 1     | 13 ottobre 2008   | 83     | 1      | Tokyo      | Destruction '08                                                          | |       |
| 23 | Alex Shelley e Chris Sabin                            | 1     | 4 gennaio 2009    | 182    | 3      | Tokyo      | Wrestle Kingdom III                                                      | I Motor City Machine Guns difesero i titoli anche nella Total Nonstop Action Wrestling, in accordo con la NJPW.         |       |
| 24 | Prince Devitt e Ryusuke Taguchi                       | 1     | 5 luglio 2009     | 290    | 5      | Tokyo      | Circuit2009 New Japan Soul                                               | |       |
| —  | Vacante                                               | —     | 21 aprile 2010    | —      | —      | —          | —                                                                        | Reso vacante dopo che il titolo non venne difeso dopo 30 giorni.                                                        |       |
| 25 | El Samurai e Koji Kanemoto                            | 1     | 8 maggio 2010     | 72     | 0      | Tokyo      | Super J Tag Tournament 1st                                               | El Samurai e Koji Kanemoto sconfissero gli Apollo 55 nella finale del torneo per l'assegnazione dei titoli.             |       |
| 26 | Prince Devitt e Ryusuke Taguchi                       | 2     | 19 luglio 2010    | 84     | 1      | Sapporo    | Circuit2010 New Japan Soul                                               | |       |
| 27 | Kenny Omega e Kōta Ibushi                             | 1     | 11 ottobre 2010   | 104    | 2      | Tokyo      | Destruction '10                                                          | |       |
| 28 | Prince Devitt e Ryusuke Taguchi                       | 3     | 23 gennaio 2011   | 260    | 7      | Tokyo      | Fantastica Mania 2011                                                    | |       |
| 29 | Davey Richards e Rocky Romero                         | 1     | 10 ottobre 2011   | 86     | 1      | Tokyo      | Destruction '11                                                          | |       |
| 30 | Prince Devitt e Ryusuke Taguchi                       | 4     | 4 gennaio 2012    | 39     | 0      | Tokyo      | Wrestle Kingdom VI                                                       | |       |
| 31 | Davey Richards e Rocky Romero                         | 2     | 12 febbraio 2012  | 80     | 0      | Osaka      | The New Beginning                                                        | |       |
| —  | Vacante                                               | —     | 2 maggio 2012     | —      | —      | —          | —                                                                        | Reso vacante dopo che Richards non poté partecipare a Wrestling Dontaku 2012.                                           |       |
| 32 | Jushin Thunder Liger e Tiger Mask                     | 1     | 16 giugno 2012    | 36     | 0      | Osaka      | Dominion 6.16                                                            | Liger e Tiger Mask hanno sconfitto i Suzuki-gun (Taichi e Taka Michinoku) in un match per la riassegnazione dei titoli. |       |
| 33 | Alex Koslov e Rocky Romero                            | 1     | 22 luglio 2012    | 112    | 2      | Yamagata   | Kizuna Road                                                              | |       |
| 34 | Alex Shelley e Kushida                                | 1     | 11 novembre 2012  | 173    | 3      | Osaka      | Power Struggle                                                           | |       |
| 35 | Alex Koslov e Rocky Romero                            | 2     | 3 maggio 2013     | 164    | 3      | Fukuoka    | Wrestling Dontaku 2013                                                   | |       |
| 36 | Taichi e Taka Michinoku                               | 1     | 14 ottobre 2013   | 26     | 1      | Tokyo      | King of Pro-Wrestling                                                    | |       |
| 37 | The Young Bucks                                       | 1     | 9 novembre 2013   | 224    | 5      | Osaka      | Power Struggle                                                           | |       |
| 38 | Alex Shelley e Kushida                                | 2     | 21 giugno 2014    | 140    | 3      | Osaka      | Dominion 6.21                                                            | |       |
| 39 | reDRagon                                              | 1     | 8 novembre 2014   | 95     | 1      | Osaka      | Power Struggle                                                           | |       |
| 40 | The Young Bucks                                       | 2     | 11 febbraio 2015  | 53     | 0      | Osaka      | The New Beginning in Osaka                                               | In un Three-way match che includeva anche i Time Splitters.                                                             |       |
| 41 | Beretta e Rocky Romero                                | 1     | 5 aprile 2015     | 28     | 0      | Tokyo      | Invasion Attack 2015                                                     | |       |
| 42 | The Young Bucks                                       | 3     | 3 maggio 2015     | 105    | 1      | Fukuoka    | Wrestling Dontaku 2015                                                   | In un Three-way match che includeva anche la reDRagon.                                                                  |       |
| 43 | reDRagon                                              | 2     | 16 agosto 2015    | 141    | 2      | Tokyo      | G1 Climax 25                                                             | |       |
| 44 | The Young Bucks                                       | 4     | 4 gennaio 2016    | 38     | 0      | Tokyo      | Wrestle Kingdom 10                                                       | In un Fatal 4-Way match che includeva anche Matt Sydal e Ricochet e i Roppongi Vice.                                    |       |
| 45 | King Ricochet e Matt Sydal                            | 1     | 11 febbraio 2016  | 59     | 0      | Osaka      | The New Beginning in Osaka                                               | In un Three-way match che includeva anche la reDRagon.                                                                  |       |
| 46 | Beretta e Rocky Romero                                | 2     | 10 aprile 2016    | 23     | 0      | Tokyo      | Invasion Attack 2016                                                     | |       |
| 47 | King Ricochet e Matt Sydal                            | 2     | 3 maggio 2016     | 47     | 0      | Fukuoka    | Wrestling Dontaku 2016                                                   | |       |
| 48 | The Young Bucks                                       | 5     | 19 giugno 2016    | 199    | 2      | Osaka      | Dominion 6.19 in Osaka-jo Hall                                           | In un Fatal 4-Way match che includeva anche la reDRagon e i Roppongi Vice.                                              |       |
| 49 | Beretta e Rocky Romero                                | 3     | 4 gennaio 2017    | 61     | 1      | Tokyo      | Wrestle Kingdom 11                                                       | |       |
| 50 | Taichi e Yoshinobu Kanemaru                           | 1     | 6 marzo 2017      | 52     | 1      | Tokyo      | Hataage Kinenbi                                                          | |       |
| 51 | Beretta e Rocky Romero                                | 4     | 27 aprile 2017    | 45     | 0      | Hiroshima  | Road to Wrestling Dontaku 2017: Aki no Kuni Sengoku Emaki                | |       |
| 52 | The Young Bucks                                       | 6     | 11 giugno 2017    | 63     | 1      | Osaka      | Dominion 6.11 in Osaka-jo Hall                                           | |       |
| 53 | King Ricochet e Ryusuke Taguchi                       | 1     | 13 agosto 2017    | 57     | 1      | Tokyo      | G1 Climax 27                                                             | |       |
| 54 | Sho e Yoh                                             | 1     | 9 ottobre 2017    | 87     | 0      | Tokyo,     | King of Pro-Wrestling                                                    | |       |
| 55 | The Young Bucks                                       | 7     | 4 gennaio 2018    | 24     | 0      | Tokyo      | Wrestle Kingdom 12                                                       | |       |
| 56 | Sho e Yoh                                             | 2     | 28 gennaio 2018   | 37     | 0      | Sapporo    | The New Beginning in Sapporo                                             | |       |
| 57 | El Desperado e Yoshinobu Kanemaru                     | 1     | 6 marzo 2018      | 304    | 4      | Osaka      | Anniversary Show                                                         | In un Three-way match che includeva anche i Los Ingobernables de Japón (Bushi e Hiromu Takahashi).                      |       |
| 58 | Bushi e Shingo Takagi                                 | 1     | 4 gennaio 2019    | 62     | 1      | Tokyo      | Wrestle Kingdom 13                                                       | In un Three-way match che includeva anche i Roppongi 3K.                                                                |       |
| 59 | Sho e Yoh                                             | 3     | 6 marzo 2019      | 102    | 1      | Tokyo      | Anniversary Show                                                         | |       |
| 60 | Bullet Club (El Phantasmo e Taiji Ishimori)           | 1     | 16 giugno 2019    | 203    | 1      | Tokyo      | Kizuna Road                                                              | |       |
| 61 | Sho e Yoh                                             | 4     | 5 gennaio 2020    | 239    | 2      | Tokyo      | Wrestle Kingdom 14                                                       | |       |
| —  | Vacante                                               | —     | 31 agosto 2020    | —      | —      | —          | —                                                                        | Reso vacante dopo l'infortunio di Yoh.                                                                                  |       |
| 62 | El Desperado e Yoshinobu Kanemaru                     | 2     | 11 settembre 2020 | 134    | 2      | Tokyo      | New Japan Road                                                           | I Suzuki-gun hanno sconfitto Bushi e Hiromu Takahashi nella finale del torneo per la riassegnazione dei titoli.         |       |
| 63 | Bullet Club (El Phantasmo e Taiji Ishimori)           | 2     | 23 gennaio 2021   | 33     | 0      | Tokyo      | Road to The New Beginning                                                | |       |
| 64 | El Desperado e Yoshinobu Kanemaru                     | 3     | 25 febbraio 2021  | 38     | 0      | Tokyo      | Road to Castle Attack                                                    | |       |
| 65 | Sho e Yoh                                             | 5     | 4 aprile 2021     | 80     | 1      | Tokyo      | Sakura Genesis 2021                                                      | |       |
| 66 | Bullet Club (El Phantasmo e Taiji Ishimori)           | 3     | 23 giugno 2021    | 74     | 1      | Tokyo      | Kizuna Road 2021                                                         | |       |
| 67 | El Desperado e Yoshinobu Kanemaru                     | 4     | 5 settembre 2021  | 51     | 0      | Tokorozawa | Wrestle Grand Slam in MetLife Dome                                       | |       |
| 68 | Robbie Eagles e Tiger Mask                            | 1     | 26 ottobre 2021   | 116    | 1      | Tokyo      | Road to Power Struggle 2021                                              | |       |
| 69 | Master Wato e Ryusuke Taguchi                         | 1     | 19 febbraio 2022  | 121    | 2      | Sapporo    | New Years Golden Series                                                  | In un Four-Way Tag Team match che comprendeva anche il Bullet Club e i Suzuki-gun (El Desperado e Yoshinobu Kanemaru).  |       |
| 70 | Francesco Akira e TJP                                 | 1     | 20 giugno 2022    | 311    | 4      | Sapporo    | New Japan Road 2022                                                      | |       |
| 71 | Kushida e Kevin Knight                                | 1     | 27 aprile 2023    | 38     | 0      | Hiroshima  | Road to Wrestling Dontaku 2023                                           | |       |
| 72 | Francesco Akira e TJP                                 | 2     | 4 giugno 2023     | 30     | 0      | Osaka      | Dominion 6.4 in Osaka-jo Hall                                            | |       |
| 73 | Dan Moloney e Clark Connors                           | 1     | 4 luglio 2023     | 184    | 3      | Tokyo      | Independence Day                                                         | |       |
| 74 | Francesco Akira e TJP                                 | 3     | 4 gennaio 2024    | 31     | 0      | Tokyo      | Wrestle Kingdom 18                                                       | |       |
| 75 | Bullet Club War Dogs (Clark Connors e Drilla Moloney) | 2     | 4 febbraio 2024   | 253    | 3      | Tokyo      | Road to New Beginning 2024                                               | |       |
| 76 | Kushida e Kevin Knight                                | 2     | 14 ottobre 2024   | 82     | 1      | Tokyo      | King of Pro-Wrestling                                                    | |       |
| 77 | Robbie Eagles e Kosei Fujita                          | 1     | 4 gennaio 2025    | 115    | 2      | Tokyo      | Wrestle Kingdom 19                                                       | Era un ladder match che includeva anche Clark Connors e Drilla Moloney e Francesco Akira e TJP                          |       |
| 78 | Yoh e Master Wato                                     | 1     | 29 aprile 2025    | 47     | 0      | Saga       | Hizen no Kuni                                                            | |       |
| 79 | Sho e Douki                                           | 1     | 15 giugnon 2025   | 65     | 1      | Osaka      | Dominion 6.15                                                            | |       |